# تيريزا ديل فالي
تيريزا ديل فالي (بالإسبانية: Teresa del Valle)‏ (و. 1937  م) هي عالمة الإنسان، وأستاذة جامعية، وباحثة إسبانية، ولدت في سان سيباستيان. تعلمت في جامعة هاواي، وتعلمت في جامعة برشلونة، وتعلمت في جامعة إقليم الباسك.

## جوائز
حصلت على جوائز منها:

جائزة مانويل ليكونا ‏